# Roberto Bertol
Roberto Bertol Garrastazu (Lizartza, 2 dicembre 1917 – Mungia, 3 marzo 1990) è stato un calciatore spagnolo e basco, di ruolo centrocampista.

## Carriera

### Club
Dopo essere cresciuto nella florida cantera dell'Athletic Bilbao, debutta in Primera División spagnola nella stagione 1939-1940, nella partita Athletic Bilbao-Real Madrid (1-3) del 3 dicembre 1939.
Con i Rojiblancos  trascorre dodici stagioni, in cui colleziona 247 presenze e vince un campionato e tre Coppe del Re.
Conclude la carriera nel 1950 senza mai aver cambiato squadra.

### Nazionale
Conta due presenza con la Nazionale di calcio della Spagna. Il suo debutto risale al 26 gennaio 1947 in Portogallo-Spagna (4-1).

## Palmarès

### Competizioni nazionali
- Coppa di Spagna: 3

Athletic Bilbao: 1943, 1944, 1945
- Campionato spagnolo: 1

Athletic Bilbao: 1942-1943